# Каслі
Каслі́ (рос. Касли, башк. Ҡаслы) — місто (з 1942) в Росії, адміністративний центр Каслинського району Челябінської області. Широко відоме завдяки прославленому каслинському литву (ливарний завод, котрий нині належить ВАТ «Мечел»). 

## Загальні відомості
Місто Каслі є районним центром Каслинського муніципального району. Знаходиться на відстані 90 км на північний захід від Челябінська, 92 км на південь від Єкатеринбурга. На східному схилі Середнього Уралу, серед озер Великі Каслі, Малі Каслі, Іртяш, Сунгуль і Кірети. Висота міста над рівнем моря — 232 м.
Кількість населення міста Каслі і підпорядкованих його адміністрації населених пунктів — 16 526, зокрема місто Каслі — 16 488 (дані 2016 р).

## Походження назви
Походження топоніма Каслі не з'ясоване. Однією з тюркських говірок слово Каслі означає — дорожна вода. Що може бути пов'язане з давньою сибірською дорогою, яка в документах згадується під назвами Стара, Казанська і Уральська, і проходила між озерами Іртяш і Каслі («Справа про спірні землі башкир на сибірській стороні Уралу 1695—1696 р.»). Існує також версія фіно-угорського походження від мансійського слова хаслі — мох. Можливо також, що назва виникла через те, що тут проживали Касьяни — так називали каторжників-утікачів. Останні археологічні дослідження показали, що на цій території проживали також і предки індоєвропейців, а саме́ слово каслі може значити, що на цьому місці було укріплення. Подібні за звучанням слова, зі значенням фортеця, існують і у сучасних індоєвропейських мовах.

## Історія
Археологічні знахідки свідчать про існування у Каслинському районі поселень бронзової і ранньої залізної доби. Це були групи племен гамаюнської і іткульської культур. Сліди древньої металургії знайдені у районі Каслинсько-Іртяшської системи озер. 
Заснування Каслей відноситься до періоду промислового освоєння Південного Уралу. Датою заснування вважається 1747 рік, коли купець Яків Коробков заклав чавуноплавильний завод. Разом із купцем для роботи на заводі прибули 290 душ поселенців «таких, що не пам'ятають родства». Із часом завод привабив велику кількість майстрів із Тули і Олонецьких заводів. Серед поселенців було багато старообрядців. Практично уся подальша історія поселення у значній мірі повʼязана із заводом. У 1773 році завод і усе поселення приєдналось до Пугачовського повстання. 1815 року у місті сталась масштабна пожежа. Згоріла більша частина будинків. 1848 року місто пережило епідемію холери. Протягом усього дореволюційного періоду завод багатократно міняв власників, розвивалось виробництво, розроблялись нові родовища сировини довкола поселення. Відбувались гоніння і судові процеси над старообрядцями. Радянська влада остаточно встановлена у 1919 році.
1942 року поселенню надано статус міста. Перед цим село мало офіційну назву — «Каслинський завод». Із 1944 року місто стає районним центром. 
1962 року місті влаштовано музей художнього литва. (Каслинський історико-художній музей). Розміщений у колишньому будинку купця Лежнева, збудованому в середині XIX ст. Нині у музеї зберігається 21 тис. експонатів, бібліотека на 6 тис. томів, нумізматична колекція. У 1989 році відкрито філіал — садибу скульптора А. В. Чиркіна. Музей провадить науково-дослідницьку роботу.

## Населення
| 1931    | 1939    | 1959    | 1967    | 1970    | 1979    | 1989    |
| ------- | ------- | ------- | ------- | ------- | ------- | ------- |
| 17 500  | ↗21 300 | ↗21 837 | ↘21 000 | ↘20 672 | ↗21 166 | ↗21 530 |
| 1992    | 1996    | 1998    | 2002    | 2003    | 2005    | 2006    |
| ↘21 200 | ↘19 700 | ↘19 400 | ↘19 091 | ↗19 100 | ↘18 600 | ↘18 400 |
| 2007    | 2008    | 2009    | 2010    | 2011    | 2012    | 2013    |
| ↘18 300 | ↘17 624 | ↗17 932 | ↘16 969 | ↘16 955 | ↘16 879 | ↘16 776 |
| 2014    | 2015    | 2016    | 2017    |         |         |         |
| ↘16 708 | ↘16 637 | ↘16 488 | ↘16 263 |         |         |         |

## Економіка
Основою економіки міста Каслі є чорна металургія. Відомий каслинський радіозавод — ВАТ «Радій», евакуйований з Харкова восени 1941 року. Нині завод виготовляє засоби пожежної сигналізації, спецтехніку для міністерства оборони, побутову техніку. 
У місті також є рибозавод, швейна фабрика, дослідницький лісгосп.

## Транспорт
Каслі сполучені із обласними центрами автодорогою Челябінськ-Єкатеринбург через відгалуження у с. Тюбук. Відстань до Челябінська автодорогами — 124 км. До залізничної станції Маук (залізничної лінії Єкатеринбург-Челябінськ) — 25 км. Від станції Маук до Челябінська залізницею — 113 км. До Єкатеринбурга — 102 км. 
ТЗОВ «Каслинское АТП» здійснює перевезення на внутрішньоміських, внутрішньорайонних і міжміських маршрутах. Автовокзал (МП «Каслинский автовокзал») знаходиться за адресою: вул. Леніна, 71.

## Архітектура
Із часів заснування, у місті частково збереглось планування характерне для монофункціональних заводських поселень. Центр сформований довкола головної вулиці — вулиці Леніна. Розташування серед озер і заболочених територій значною мірою обмежує територіальний розвиток. Пам'ятки архітектури представлені в основному особняками XIX ст., що належали купцям і місцевим промисловцям. Збереглись також три храми, кілька пам'яток промислової архітектури. Значимими для обличчя міста стали і деякі споруди радянського і пострадянського періодів. Зокрема Палац культури ім. І. М. Захарова із зимовим садом (1982), фізкультурно-оздоровчий комплекс (1997), 6-поверховий 90-квартирний житловий будинок складної ламаної конфігурації (1999), «Челіндбанк» (1995), Податкова інспекція (1997).

### Памʼятки архітектури
- Особняк Трутнєва на вулиці Комуни. Памʼятка архітектури кінця XIX ст. Збудований на розі вулиць Базарної і Верхньої. В радянський час у будинку розміщувалась бібліотека. Нині будинок у приватній власності. Внаслідок кількох реконструкцій памʼятка втратила первинний вигляд.

- Особняк Сирєйщикова на перехресті вулиць Революції і Комсомольської (раніше — Базарної і Верхньої). Пам'ятка архітектури кінця XIX століття. Перебуває у приватній власності.

- Каслинський заводський шпиталь. Збудований у стилі класицизму ймовірно архітектором Михайлом Малаховим між 1810 і 1827 роками. Памʼятка архітектури федерального значення.

- Церква Вознесіння Господнього, збудована архітектором Христіаном-Ернстом Сарторіусом у 1842—1852 роках. Найбільший храм міста, знаходиться на підвищенні. Є головною архітектурною домінантою Каслей. У літній період тут відбуваються богослужіння.

- Церква Святого Миколая Чудотворця «зимова» 1858—1861. Збудована поблизу Вознесенської церкви. Поруч збереглось перше міське кладовище. В радянський час була переобладнана на кінотеатр. Богослужіння у цій церкві відбуваються у зимовий період.

- Церква Успіння Пресвятої Богородиці. Найстарший храм міста Каслі. Приблизно у 1730 році збудована з дерева. Згоріла під час Пугачовського повстання. У 1777—1785 збудована в камені. У 1930 році переобладнана на цех. Нині орендується ВАТ «Каменный пояс».

### Пам'ятники
У місті встановлено ряд пам'ятників: Леніну, бойової і трудової слави Ленінського комсомолу, «Наказ матері» (інший варіант — «Прощання з матір'ю»), землякам, що загинули на фронтах Великої Вітчизняної війни, І. М. Захарову, меморіал С. М. Гілєву.

## ЗМІ
У місті виходить газета «Красное знамя». Заснована 8 січня 1931 року під назвою «Каслинский рабочий». Початково була органом парткому, фабкому, заводоуправління Каслинського чавуноливарного заводу. Із 1988 року друкується в Челябінську. 
Зареєстрована одна телерадіокомпанія, котра працює виключно у Каслинському районі — МУП «Касли-Информ». 

## Видатні люди, пов'язані із містом
- Бірюков Євген Миколайович (1983) — російський хокеїст. Чемпіон світу 2012 р.
- Канаєв Михайло Денисович (1830—1880). Народився у Єкатеринбурзі. Випускник Петербурзької академії мистецтв. Підняв мистецький рівень ливарного виробництва. Організував школу ліпки і формовки при чавуноливарному заводі.
- Бах Микола Романович (1853—1885) — скульптор, аквареліст, академік Імператорської академії мистецтв. Відновив навчання у школі, влаштованій Михайлом Канаєвим. Похований на каслинському кладовищі.
- Гілєв Олександр Семенович (1928—1988) — скульптор, педагог. Народився у місті Каслі. Працював головним скульптором чавуноливарного заводу, де тиражувались понад 40 його робіт.
- Ахлюстін Петро Миколайович (1896 –1941) – радянський воєначальник, генерал-майор. Народився у місті Каслі. Під час німецько-радянської війни командував 13-м механізованим корпусом, загинув у бою.￼